# Miranda Garrison
Miranda Garrison (1950) es una actriz, bailarina y coreógrafa estadounidense.

## Trayectoria profesional

### Como actriz
Entre sus trabajos como actriz, en cine o televisión, figuran Salsa Breaker! Breaker!, Xanadú, Corazonada, Dirty Dancing, Sunset, Lambada, el baile prohibido, Dallas, Chicago Hope, Dirty Dancing 2: Havana Nights, Justicia ciega o Dirty Dancing: The Time Of Your Life.

### Como coreógrafa
Como coreógrafa, ha participado, entre otras, en Dirty Dancing, Sunset, El misterio de la pirámide de oro, Solos con nuestro tío, El cielo se equivocó, ¡Qué asco de vida!, Rocketeer, Agárralo como puedas 2 1/2: el aroma del miedo, El río de la vida, Nacida ayer, Agárralo como puedas 33 1/3: el insulto final, Cuando un hombre ama a una mujer, Mulholland Falls: la brigada del sombrero, Mis dobles, mi mujer y yo, Evita, Selena, Baseketball, La llave del mal o Poseidón.